# Nationaal Songfestival 1960
Het Nationaal Songfestival 1960 was de Nederlandse preselectie voor het Eurovisiesongfestival van dat jaar. Het werd gehouden op 9 februari in de AVRO-studio in Hilversum en werd gepresenteerd door Hannie Lips.
Uit 340 ingezonden liedjes waren er 8 liedjes gekozen die twee keer gezongen werden, een keer met het Metropole Orkest onder leiding van Dolf van der Linden en een keer met een ensemble onder leiding van Eddy de Jong. Er werd dus gekozen voor hetzelfde concept als in 1959.  Na de winst van Teddy Scholten in 1959 zagen we onder de deelnemers veel bekende namen uit eerdere Nationale Songfestivals: John de Mol (deelname in 1957, 1959), Tonny van Hulst (1959) en Greetje Kauffeld (1958 en 1959). 12 jury's in Nederlandse plaatsen kozen het lied, waarna de 13e jury in Bussum bestaande uit bekenden uit de showbizz de uitvoerende kozen. Het deelnemersveld zag er als volgt uit (genoemd worden achtereenvolgens de titel van het lied en de uitvoerenden van het lied in de eerste resp. tweede ronde):
| startplaats | lied            | artiest 1            | artiest 2       | punten | eindplaats |
| ----------- | --------------- | -------------------- | --------------- | ------ | ---------- |
| 1           | "Carrousel"     | Marcel Thielemans    | John de Mol     | 86     | 4          |
| 2           | "Addio"         | Betty Luske          | Tony van Hulst  | 110    | 2          |
| 3           | "Niet voor mij" | Greetje Kauffeld     | Piet Sybrandi   | 99     | 3          |
| 4           | "In mijn hart"  | Herman Emmink        | Jan van de Most | 77     | 5          |
| 5           | "Regenkapje"    | Karel van der Velden | Rita Huyskens   | 35     | 7          |
| 6           | "Wat een geluk" | Annie Palmen         | Rudi Carrell    | 225    | 1          |
| 7           | "Vanavond"      | Jaap Dubbelboer      | Joop Smits      | 27     | 8          |
| 8           | "Ik leef"       | Wim van der Beek     | Jany Bron       | 61     | 6          |

## Uitslag
De punten werden uitgedeeld door 12 jury's, één uit elk van de toenmalige elf provincies, en één uit Emmeloord, daar die in die tijd nog niet was ingedeeld bij een provincie. Alle jury's bestonden uit 10 leden en elk lid gaf 3 punten aan zijn of haar favoriete lied, 2 punten aan zijn of haar nummer 2 en 1 punt aan zijn of haar nummer 3.
|               | Jury's | Jury's | Jury's | Jury's | Jury's   | Jury's | Jury's  | Jury's | Jury's | Jury's | Jury's | Jury's | Jury's |
| Liedjes       | Gron.  | Y'ke   | E'oord | Zeist  | Drachten | R'dam  | Boekelo | Boxtel | Z'dam  | Gulpen | Nijm.  | Coev.  | Totaal |
| ------------- | ------ | ------ | ------ | ------ | -------- | ------ | ------- | ------ | ------ | ------ | ------ | ------ | ------ |
| Carrousel     | 3      | 14     | 6      | 7      | 6        | 7      | 9       | 12     | 5      | 13     | 0      | 4      | 86     |
| Addio         | 10     | 17     | 3      | 10     | 12       | 5      | 3       | 3      | 19     | 1      | 17     | 10     | 110    |
| Niet voor mij | 16     | 0      | 9      | 14     | 11       | 9      | 10      | 5      | 6      | 1      | 4      | 4      | 99     |
| In mijn hart  | 5      | 2      | 12     | 6      | 7        | 5      | 6       | 7      | 6      | 7      | 10     | 4      | 77     |
| Regenkapje    | 2      | 0      | 2      | 1      | 2        | 2      | 3       | 5      | 1      | 5      | 6      | 6      | 35     |
| Wat een geluk | 13     | 10     | 27     | 17     | 19       | 21     | 22      | 23     | 20     | 24     | 16     | 13     | 225    |
| Vanavond      | 7      | 0      | 0      | 0      | 1        | 0      | 3       | 4      | 0      | 2      | 4      | 6      | 27     |
| Ik leef       | 4      | 17     | 1      | 5      | 2        | 11     | 4       | 1      | 3      | 7      | 3      | 3      | 61     |

Hierna moest nog worden bepaald welke uitvoering van Wat een geluk naar het Eurovisiesongfestival mocht. Hierover besliste een jury bestaande uit presentatoren. Hun keus viel op Rudi Carrell, die uiteindelijk in Londen op de een na laatste plaats eindigde met slechts 2 punten.
Na de overwinning van het Nationaal Songfestival kwam de winnaar Rudi Carrell de foyer van de zaal binnen met een grote tas, waar tot ieders grote verbazing plaatjes van het winnende liedje in zaten. Prompt werd er in de wandelgangen gefluisterd dat dit geen zuivere koffie was, want in die tijd was een plaatje persen erg duur en dat werd niet gedaan voordat je zeker wist dat het verkopen zou. Was het doorgestoken kaart? Het was de zoveelste rel in de songfestival geschiedenis.

## Oude bekenden
- Greetje Kauffeld deed in 1958 ook al mee. In 1961 zal ze door de NTS intern worden aangewezen om Nederland te vertegenwoordigen op het songfestival.
- Annie Palmen zal in 1963 intern worden aangewezen om Nederland te vertegenwoordigen op het songfestival.
- Marcel Thielemans deed in 1957 ook al mee aan het nationaal songfestival.

1956 · 1957 · 1958 · 1959 · 1960 · 1961 · 1962 · 1963 · 1964 · 1965 · 1966 · 1967 · 1968 · 1969 · 1970 · 1971 · 1972 · 1973 · 1974 · 1975 · 1976 · 1977 · 1978 · 1979 · 1980 · 1981 · 1982 · 1983 · 1984 · 1986 · 1987 · 1988 · 1989 · 1990 · 1992 · 1993 · 1994 · 1996 · 1997 · 1998 · 1999 · 2000 · 2001 · 2003 · 2004 · 2005 · 2006 · 2007 · 2008 · 2009 · 2010 · 2011 · 2012
België · Denemarken · Frankrijk · Italië · Luxemburg · Monaco · Nederland · Noorwegen · Oostenrijk · Verenigd Koninkrijk · West-Duitsland · Zweden · Zwitserland